# Црквени сабор
Црквени сабор је општи назив за разне врсте колективних црквених тела, по правилу састављених од епископа и других представника Цркве (презвитери, ђакони, монаси или лаици). Црквени сабори се сазивају ради расправљања и разрешења разних питања из области црквеног устројства и теолошких доктрина. Могу бити васељенски, помесни и остали. Помесни сабори деле се на митрополитске, епископске и патријаршијске. За историју Цркве најзначајнији су васељенски (екуменски) сабори, које поред Православне цркве признају и Католичка црква, Старокатоличка црква, Англиканска црква и неке друге хришћанске заједнице. Православна црква признаје седам васељенских сабора, док Католичка у опште саборе убраја још и Цариградски сабор из 869-870. године, пет латеранских сабора, два лионска и два ватиканска сабора.
Хришћанска црква је од свог настанка била грађена као заједница, а највише тело Цркве представљало је све њене вернике. Први од таквих сабора био је апостолски Јерусалимски сабор, одржан око 50. године. Пошто је рана Црква била расута по дијаспори широм Средоземља, утемељење њеног канонског система било је могуће само на скупу од највећег угледа, који би окупио јерархе из читавог хришћанства, што је временом довело до одржавања васељенских сабора. Теолози су потврду ауторитету саборске институције налазили у Јеванђељу, односно у речима самог Христа:
"Врло сам жељео да ову пасху једем са вама прије него што пострадам..." (Лк, 22, 15)